# Gregorio Morán
 (octobre 2014).
Si vous disposez d'ouvrages ou d'articles de référence ou si vous connaissez des sites web de qualité traitant du thème abordé ici, merci de compléter l'article en donnant les références utiles à sa vérifiabilité et en les liant à la section « Notes et références ».
Gregorio Morán, né en 1947 à Oviedo (Asturies, Espagne), est un journaliste et écrivain espagnol.

## Biographie
Gregorio Morán naît à Oviedo, rue Palacio Valdés. Après avoir obtenu son baccalauréat, il part étudier à Madrid à l'École d'art dramatique (Escuela de Arte Dramático). Il milite dans l'opposition au régime franquiste en tant que membre du Parti communiste d'Espagne qu'il quitte en 1977, peu avant sa légalisation. Il s'exilie à Paris en 1968. Une fois à Paris, il suit les cours d'Armand Gatti à l'Institut d'Études Théâtrales à La Sorbonne.
Son livre Adolfo Suárez : Historia de una ambición publié en 1979 est une des premières biographies sur le premier ministre espagnol Adolfo Suárez. Morán publie trente ans après en 2009 une seconde biographie sur Suárez (Adolfo Suárez : Ambición y destino).
En tant que journaliste, Gregorio Morán a écrit dans divers journaux tels que Opinión, Arreu, Diario 16, La Vanguardia (où il écrit une colonne[pas clair] depuis 1988 titrée «Sabatinas Intempestivas») ou La Gaceta del Norte, journal dont il fut le directeur.
En 1996, il publie Nunca llegaré a Santiago ("Je n'arriverai jamais à Santiago"), récit politiquement incorrect de son périple dans le chemin de Saint-Jacques-de-Compostelle.
Gregorio Morán est considéré comme étant un des meilleurs connaisseurs de la Transition démocratique espagnole. Il a publié sur cette période plusieurs livres éloignés de la version officielle et donnant au lecteur des informations inédites importantes. Sa conception de ce qu'a signifié cette période est reflétée dans la dédicace qui ouvre un de ses livres sur Suárez : « À ma génération, qui commença par lutter contre le mensonge qu'était le franquisme, puis qui a fini par accepter tous les autres. ».  
En 2014, son nouveau livre sur le monde de la culture espagnole titré El Cura y los mandarines. Historia no oficial del bosque de los letrados. Cultura y política en España (1962-1996), dont la publication par la maison Crítica (filiale du groupe Planeta) est prévue pour octobre, fait l'objet d'une polémique. La maison d'édition souhaite censurer certains passages sur des personnages de la culture espagnole (dont Víctor García de la Concha, actuel directeur de l'Instituto Cervantes), chose à laquelle Gregorio Morán se refuse. La sortie du livre est annulée et le contrat entre éditeur et auteur est rompu. C'est finalement la maison Akal qui publie le livre.